# Cena tra amici
Cena tra amici (Le Prénom) è un film del 2012 diretto da Alexandre de La Patellière e Matthieu Delaporte, basato sulla pièce teatrale Le Prénom scritta dagli stessi registi del film. Il film è uscito il 6 luglio 2012 nelle sale italiane.

## Trama
Vincent Larchet, un quarantenne agente immobiliare, viene invitato con la moglie Anna, incinta di 5 mesi, a cena dalla sorella Élisabeth, detta Babou, e dal cognato Pierre Garraud, entrambi professori a Parigi, e genitori di Myrtille e Apollin. Alla cena partecipa anche Claude Gatignol, amico d'infanzia di Babou e trombonista nell'Orchestre Philharmonique de Radio France.
Vincent porta la notizia dell'esame prenatale a cui sua moglie Anna, in ritardo come sembra, si è appena sottoposta in vista della nascita del loro bambino, e comunica alla sorella, al cognato e all'amico che il nome scelto per il nascituro è Adolphe. Vincent sostiene di aver preso il nome dal protagonista dell'omonimo romanzo di Benjamin Constant, ma la scelta suscita la forte perplessità dei presenti, in particolare manda su tutte le furie Pierre, fortemente contrariato per particolari motivi ideologici; egli vede troppe assonanze con il nome Adolf, associandolo ad Hitler.
Dopo l'arrivo di Anna, i toni della conversazione si inaspriscono ulteriormente, e Vincent è costretto a rivelare che la scelta del nome di Adolphe è stata solo frutto di un suo scherzo, perché in realtà il nome scelto da lui e da Anna è Henri (come il padre di Vincent e Babou); ma ormai i battibecchi e le incomprensioni tra padroni di casa e ospiti danno l'opportunità a vecchi rancori e a segreti nascosti di affiorare in superficie (come la relazione clandestina fra Claude e Françoise, madre vedova di Vincent e Babou, di cui Anna è al corrente) e di far conoscere ognuno all'altro i propri aspetti più nascosti.
Solo la nascita della figlia di Vincent, e non di un maschietto come tutti si attendevano, riporterà la serenità nel gruppo; la bimba verrà chiamata Françoise, come la nonna; non prima di un ultimo scherzo di Vincent, che tenta di far credere alla famiglia che il nome prescelto per la neonata è Prugna (soprannome dispregiativo coniato anni prima per Claude).

## Riconoscimenti
- 2013 - Premio César
  - Migliore attore non protagonista a Guillaume de Tonquédec
  - Migliore attrice non protagonista a Valérie Benguigui
  - Candidatura Miglior film
  - Candidatura Miglior attore protagonista a Patrick Bruel
  - Candidatura Migliore adattamento a Matthieu Delaporte e Alexandre de La Patellière

## Adattamento
La stessa piece teatrale è stata adattata da Francesca Archibugi e  Francesco Piccolo e ha portato alla realizzazione del film Il nome del figlio, uscito nei cinema italiani il 22 gennaio 2015.
Un ulteriore adattamento della piece teatrale è stato realizzato in Germania: Der Vorname, uscito nei cinema tedeschi il 19 ottobre 2018. Il film ha avuto due sequel: Der Nachname (2022) e Der Spitzname (2024). La trilogia è inedita in Italia.